# Jan Dołgowicz
Jan Dołgowicz (ur. 21 grudnia 1954 w Skarbiewie) – polski zapaśnik. Srebrny medalista olimpijski z Moskwy. 
Walczył w stylu klasycznym, najczęściej w kategorii średniej (do 82 kilogramów), choć zdarzało mu się startować także w półciężkiej. Był czołowym zapaśnikiem świata przełomu lat 70. i 80. W 1982 zdobył brąz na mistrzostwach świata, 3 razy stawał na drugim stopniu podium mistrzostw Europy (1978, 1979, 1981). Cztery razy był mistrzem Polski. W latach 1965–1982 był zawodnikiem GKS Katowice.